# Holomorfna funkcija
Holomorfne funkcije su kompleksne funkcije definisane na otvorenom podskupu kompleksne ravni koje su diferencijabilne. Funkcija je holomorfna u nekoj tački ako u toj tački postoji izvod te funkcije i ako je različit od nule. Funkcija je holomorfna na nekoj oblasti ako je holomorfna u svakoj tački te oblasti. Postojanje kompleksnog derivata u blizini je veoma jak uslov, jer implicira da je svaka holomorfna funkcija zapravo beskrajno diferencijabilna i jednaka, lokalno, svojoj Tejlorovoj seriji (analitička). Holomorfne funkcije su centralni predmeti proučavanja u kompleksnoj analizi.
Iako se termin analitička funkcija često upotrebljava sinonimno sa „holomorfna funkcija”", reč „analitička” je definisana u širem smislu da označi bilo koju funkciju (realnu, kompleksnu ili opštiji tip) koja se može napisati kao konvergentna stepena serija u okolini svake tačke u njenom domenu. Činjenica da su sve holomorfne funkcije kompleksne analitičke funkcije, i obrnuto, glavna je teorema u kompleksnoj analizi.
Holomorfne funkcije se takođe ponekad nazivaju regularnim funkcijama. Holomorfna funkcija čiji je domen cela kompleksna ravan se naziva celokupnom funkcijom. Fraza „holomorfna u tački 0” ne znači samo diferencijabilna u 0, već je diferencijabilna svuda unutar izvesne okoline z0 u kompleksnoj ravni.

## Definicija
Za datu funkciju kompleksne vrednosti f jedne složene promenljive, derivat od f u tački  u njenom domenu je definisan limesom
{\displaystyle f'(z_{0})=\lim _{z\to z_{0}}{f(z)-f(z_{0}) \over z-z_{0}}.}
To je isto što i definicija derivata za realne funkcije, osim što su svi kvantiteti kompleksni. Konkretno, granica se uzima dok se kompleksni broj z približava z0, i mora imati istu vrednost za bilo koji niz složenih vrednosti za z koji prilaze z0 na kompleksnoj ravni. Ako granica postoji, kaže se da je f kompleksno-diferencijabilno u tački 0. Ovaj koncept kompleksne diferencijabilnosti deli nekoliko svojstava sa realnom diferencibilnošću: on je linearan i pokorava se pravilu proizvoda, pravilu kvocijenta i lančanom pravilu.
Ako je funkcija f kompleksno diferencijabilna u svakoj tački 0 u jednom otvorenom setu U, kaže se da je f holomorfna na U. Funkcija  je holomorfna u tački 0, ako je f kompleksno diferencijabilna u okolini 0. Funkcija  je holomorfna na nekom zatvorenom setu A ako je homomorfna na otvorenom setu koji sadrži A. Kao patološki ne-primer, funkcija data sa  je kompleksno diferencijabilna u tačno jednoj tački (z0 = 0), i iz tog razloga ona nije holomorfna u 0, jer ne postoji otvoreni set oko 0 na kome je f kompleksno diferencijabilna. 
Odnos između realne diferencijabilnosti i kompleksne diferencijabilnosti je sledeći. Ako je kompleksna funkcija {{nowrap|}} holomorfna, onda u i v imaju prve parcijalne derivate u odnosu na x i y, i zadovoljavaju Koši-Rimanove jednačine:
{\displaystyle {\frac {\partial u}{\partial x}}={\frac {\partial v}{\partial y}}\qquad {\mbox{and}}\qquad {\frac {\partial u}{\partial y}}=-{\frac {\partial v}{\partial x}}\,}
ili, ekvivalentno, Virtindžerov derivat od f u odnosu na kompleksni konjugat od z je nula:
{\displaystyle {\frac {\partial f}{\partial {\overline {z}}}}=0,}
drugim rečima f je funkcionalno nezavisna od kompleksnog konjugata od z.
Ako kontinualnost nije data, suprotno nije nužno tačno. Jednostavna suprotnost je da ako u i v imaju kontinualni prvi parcijalni derivat i zadovoljavaju Koši–Rimanove jednačine, onda je  holomorfna. U većoj meri zadovoljavajuću suprotnost, koja se znatno teže može dokazati, daje Luman-Menčofova teorema: ako je f kontinuirano, u i v imaju prve parcijalne derivate (mada nisu nužno kontinuirani), i oni zadovoljavaju Koši–Rimanove jednačine, onda je  holomorfno.

## Terminologija
Reč „holomorfan” su uvela dva Košijeva studenta, Briot (1817–1882) i Buke (1819–1895), i izvedena je iz grčkih reči ὅλος (holos) sa značenjem „celokupan”, i μορφή (morphē) sa značenjem „forma” ili „izgled”.
U današnje vreme, termin „holomorfna funkcija” se donekle preferira u odnosu na „analitička funkcija”, jer je kasniji pojam opštiji koncept. To je isto tako zbog važnog rezultata u kompleksnoj analizi da je svaka holomorfna funkcija kompleksno analitička, što je činjenica koja očigledno ne sledi iz definicija. Termin „analitička” je međutim isto tako u širokoj upotrebi.

## Osobine
Kompleksna diferencijacija je linearna i sledi pravila proizvoda i količnika, i lančano pravilo. Stoga su sume, proizvodi i kompozicije holomorfinih funkcija holomorfne, i količnik dve holomorfne funkcije je holomorfan, gde god imenilac nije nula.
Ako se C poistoveti sa R2, onda se holomorfne funkcije podudaraju sa funkcijama sa dve realne promenljive sa kontinuiranim privim derivatima kojima se rešavaju Koši-Rimanove jednačine, setom od dve parcijalne diferencijalne jednačine.
Svaka holomorfna funkcija se može razložiti na njene stvarne i imaginarne delove, a svaki od njih je rešenje Laplasove jednačine na R2. Drugim rečima, ako se holomorfna funkcija f(z) izrazi ), onda su  i  harmonične funkcije, gde je v harmonični konjugat.
Košijeva integralna teorema podrazumeva da konturni integral svake holomorfne funkcije duž petlje nestaje:
{\displaystyle \oint _{\gamma }f(z)\,dz=0.}
Ovde je γ ispravljiv put u jednostavno povezanom otvorenom podskupu U u kompleksnoj ravni C čija početna tačka je jednaka njenoj krajnjoj tački, i  je holomorfna funkcija.
Košijeva integralna teorema navodi da svaka funkcija holomorfna unutar diska je kompletno određena svojim vrednostima na granici diska. Osim toga, ako se pretpostavi da je U otvoreni podskup od C,  je holomorfna funkcija i zatvoreni disk {{nowrap|}} je kompletno sadržan u U. Neka je γ krug koji formira granicu D. Onda za svako a u unutrašnjosti od D:
{\displaystyle f(a)={\frac {1}{2\pi i}}\oint _{\gamma }{\frac {f(z)}{z-a}}\,dz}
gde je konturni integral uzet u smeru suprotnom kazaljkama sata.
Derivat f′(a) se može napisati kao konturni integral koristeći Košijeve formule diferencijacije:
{\displaystyle f'(a)={1 \over 2\pi i}\oint _{\gamma }{f(z) \over (z-a)^{2}}\,dz,}
za svaku jednostavnu petlju koja se pozitivno jednom zaokreće oko a, i
{\displaystyle f'(a)=\lim \limits _{\gamma \to a}{\frac {i}{2{\mathcal {A}}(\gamma )}}\oint _{\gamma }f(z)d{\bar {z}},}
za infinitezimalno pozitivne petlje γ oko a.
U regionima gde prvi derivat nije jednaka nuli, holomorfne funkcije su konformalne u smislu da čuvaju uglove i oblik (ali ne i veličine) malih figura.
Svaka holomorfna funkcija je analitička. Drugim rečima, holomorfna funkcija f ima derivate svakog reda u svakoj tački a u svom domenu, i to se podudara sa njenom sopstvenom Tejlorovom serijom u a u blizini a. Zapravo, f se podudara sa njenom Tejlorovom serijom u a u svakom disku centriranom u toj tački i leži unutra domene funkcije.
Sa algebarske tačke gledišta, set holomorfinih funkcija na otvorenom setu je komutativni prsten i kompleksni vektorski prostor. Dodatno, set holomorfnih funkcija u otvorenom setu U je integralni domen ako i samo ako je otvoreni set U povezan. Zapravo, to je lokalno konveksan topološki vektorski prostor, pri čemu su seminorme supreme na kompaktnim podsetovima.
Sa geometrijske perspektive, funkcija  je holomorfna u 0 ako i samo ako je njen spoljašnji derivat df u blizini U od z0 jednak sa f′(z) dz za neku kontinuiranu funkciju f′. Iz
{\displaystyle \textstyle 0=d^{2}f=d(f^{\prime }dz)=df^{\prime }\wedge dz}
sledi da je df′ isto tako proporcionalno sa dz, te je stoga sam derivat f′ holomorfan i f je beskonačno diferencijabilna. Slično tome, iz činjenica da je {{nowrap|}} sledi da bilo koja funkcija f koja je holomorfna na jednostavno povezanom regionu U je isto tako integrabilna na U. (Za stazu γ od z0 do z koja u potpunosti leži unutar U, definisanu
{\displaystyle \textstyle F_{\gamma }(z)=F_{0}+\int _{\gamma }fdz};
u smislu teoreme Žordanove krive i generalizovane Stokesove teoreme,  je nezavisno od datog izbora puta γ, i stoga je F(z) dobro definisana funkcija unutar U za koji je {{nowrap|}} i {{nowrap|}}.)

## Literatura
- Blakey, Joseph (1958). University Mathematics (2nd изд.). London: Blackie and Sons. OCLC 2370110.
- Ahlfors, Lars V. (1973), Conformal invariants: topics in geometric function theory, New York: McGraw–Hill Book Co., MR 0357743
- Constantin Carathéodory (1932) Conformal Representation, Cambridge Tracts in Mathematics and Physics
- Chanson, H. (2009), Applied Hydrodynamics: An Introduction to Ideal and Real Fluid Flows, CRC Press, Taylor & Francis Group, Leiden, The Netherlands, 478 pages, ISBN 978-0-415-49271-3
- Churchill, Ruel V. (1974), Complex Variables and Applications, New York: McGraw–Hill Book Co., ISBN 978-0-07-010855-4
- Rudin, Walter (1987), Real and complex analysis (3rd изд.), New York: McGraw–Hill Book Co., ISBN 978-0-07-054234-1, MR 924157

## Spoljašnje veze
- Hazewinkel Michiel, ур. (2001). „Analytic function”. Encyclopaedia of Mathematics. Springer.  978-1556080104.